# Клин (Дубровское сельское поселение)
Клин — опустевшая деревня в Солецком районе Новгородской области.

## География
Находится в западной части Новгородской области на расстоянии приблизительно 21 км на запад-юго-запад по прямой от железнодорожного вокзала станции Сольцы.

## История
На карте 1840 года уже была отмечена. В 1877 году здесь (деревня Порховского уезда Псковской губернии) было учтено 6 дворов. До 2020 года входила в состав Дубровского сельского поселения до его упразднения.

## Население
Численность населения: 52 человека (1877 год), 0 как в 2002 году, так и в 2010.